# Arthur Rothstein

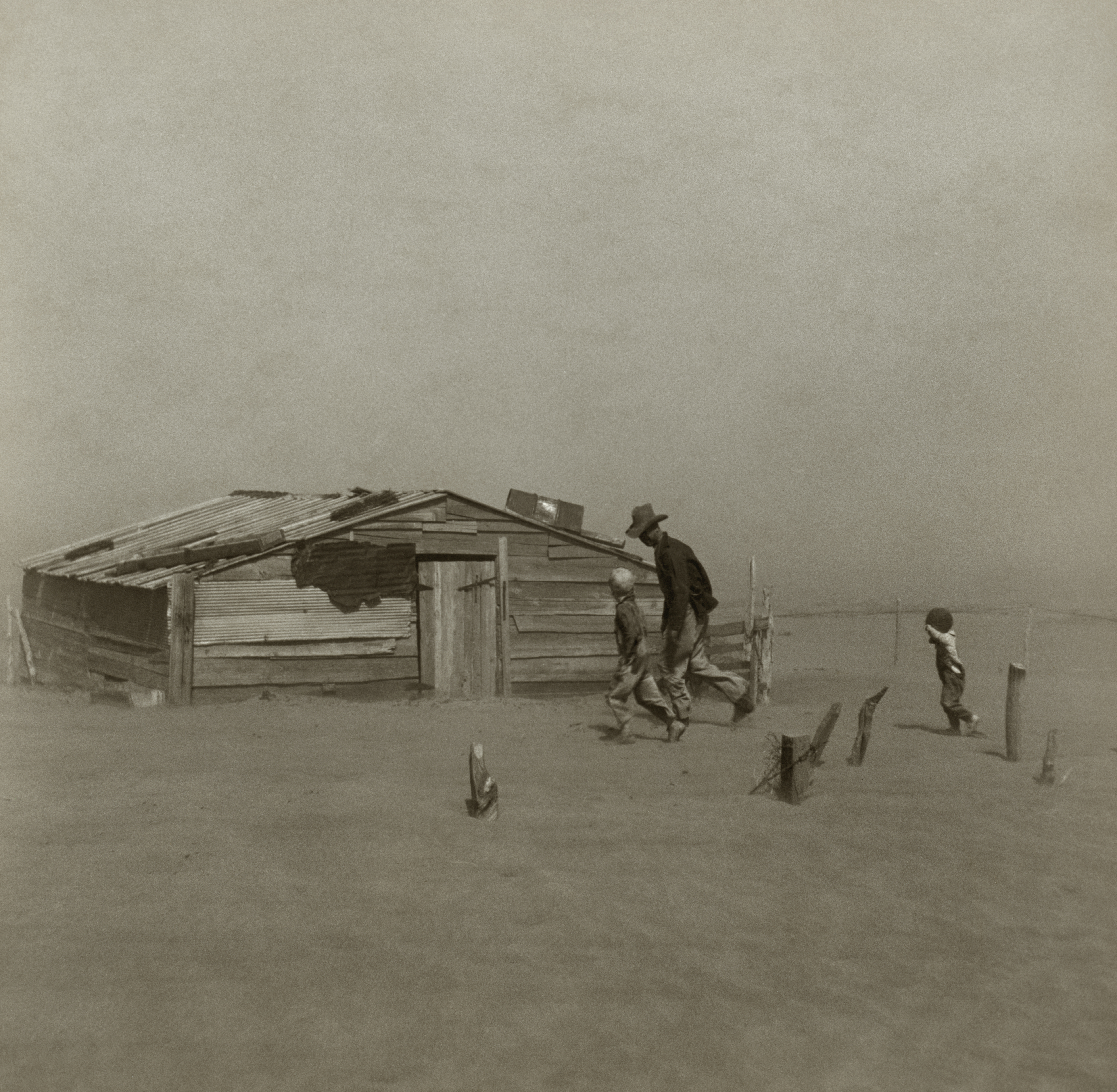
Granjero con sus hijos, 1936.

Arthur Rothstein (Nueva York, 17 de julio de 1915 – 11 de noviembre de 1985) fue un fotógrafo estadounidense. Se le reconoce como uno de los fotoperiodistas más importantes de Estados Unidos en el siglo XX, con una carrera profesional de unos cincuenta años en los que hizo fotografías muy diversas desde partidos de béisbol hasta fotografía de guerra. Fue uno de los encargados de documentar la Gran Depresión para la Administración de Seguridad Agraria.

## Biografía
Nació en el barrio de Manhattan, pero creció en el Bronx. Estudió en la Universidad de Columbia, pero como era aficionado a la fotografía fundó el Camera Club de la misma, también editó en la revista universitaria The Columbian.
En 1935 se fue a estudiar con Roy Emerson Stryker que al encargarse de gestionar la FSA (Administración de Seguridad Agraria) contrató a Rothstein. En un principio se encargaba de sacar copias y documentar los actos, pero pronto captó la idea de las fotografías que quería Stryker: informativas, pero también simbólicas de la situación de sequía y tormentas de polvo. Rothstein tuvo el encargo de documentar fotográficamente las áreas rurales del sureste de Estados Unidos.

## Su obra como fotoperiodista
En 1940 abandonó la FSA para dedicarse al periodismo gráfico. Entró a trabajar en la revista Look y su trabajo también se publicó en Friday, PM y Life. Bastantes de sus fotografías tomadas para la FSA o en la Photo League, se publicaron al estar dotadas de muchos principios humanistas de la fotografía documental estadounidense. Al iniciarse la Segunda Guerra Mundial entró a trabajar en el Departamento de Fotografía del Ejército, hasta que a partir de 1943 comenzó a realizar tareas de corresponsal de guerra. Hasta 1946 estuvo destacado en la India, Birmania y China.
Al terminar la guerra volvió a trabajar en la revista Look como director de fotografía hasta 1971, cuando la revista cerró. Pasó a editar la revista Infinity de la Sociedad Americana de Fotógrafos de Revistas y estuvo trabajando en la revista Parade como director de fotografía.

## Su actividad asociacionista
Cuando estudiaba en la universidad fundó una Camera Club y posteriormente cuando estaba en la FSA participó en la Photo League. También fue miembro de otras asociaciones de fotógrafos como la NPA, ASMP (American Society of Media Photographers). En 1941 fue miembro fundador de la American Society of Photographers. También fue miembro de Royal Photographic Society. Entre 1961 y 1963 fue presidente de la Photographic Administrators en Nueva York.

## Reconocimiento y difusión de su obra
La Asociación Nacional de Fotógrafos de Prensa le dio un premio en 1963, la Sociedad de Fotografía Americana le dio otro en 1968. En 1979 entró como socio en la Sociedad Histórica Fotográfica de Nueva York.
Su obra ha estado expuesta en diferentes espacios y países: MOMA de Nueva York, Museo Victoria y Alberto de Londres, la Biblioteca Nacional de Francia de París, la George Eastman House y la Galería Nacional de Canadá. Gran parte de sus obras se encuentran en los fondos de diversas instituciones.